# Pete Latzo
Pete Latzo est un boxeur américain né le 1er août 1902 à Coloraine, Pennsylvanie, et mort le 7 juillet 1968 à Atlantic City, New Jersey.

## Carrière
Il devient champion du monde des poids welters le 20 mai 1926 après sa victoire surprise aux points contre Mickey Walker puis cède son titre lors de sa seconde défense face à Joe Dundee le 3 juin 1927.
Latzo monte alors de catégorie et affronte en 1928 le champion du monde des mi-lourds, Tommy Loughran. Il perd à nouveau aux points et met finalement un terme à sa carrière en 1934 sur un bilan de 93 victoires, 39 défaites et 12 matchs nuls.